# 파나마의 국가

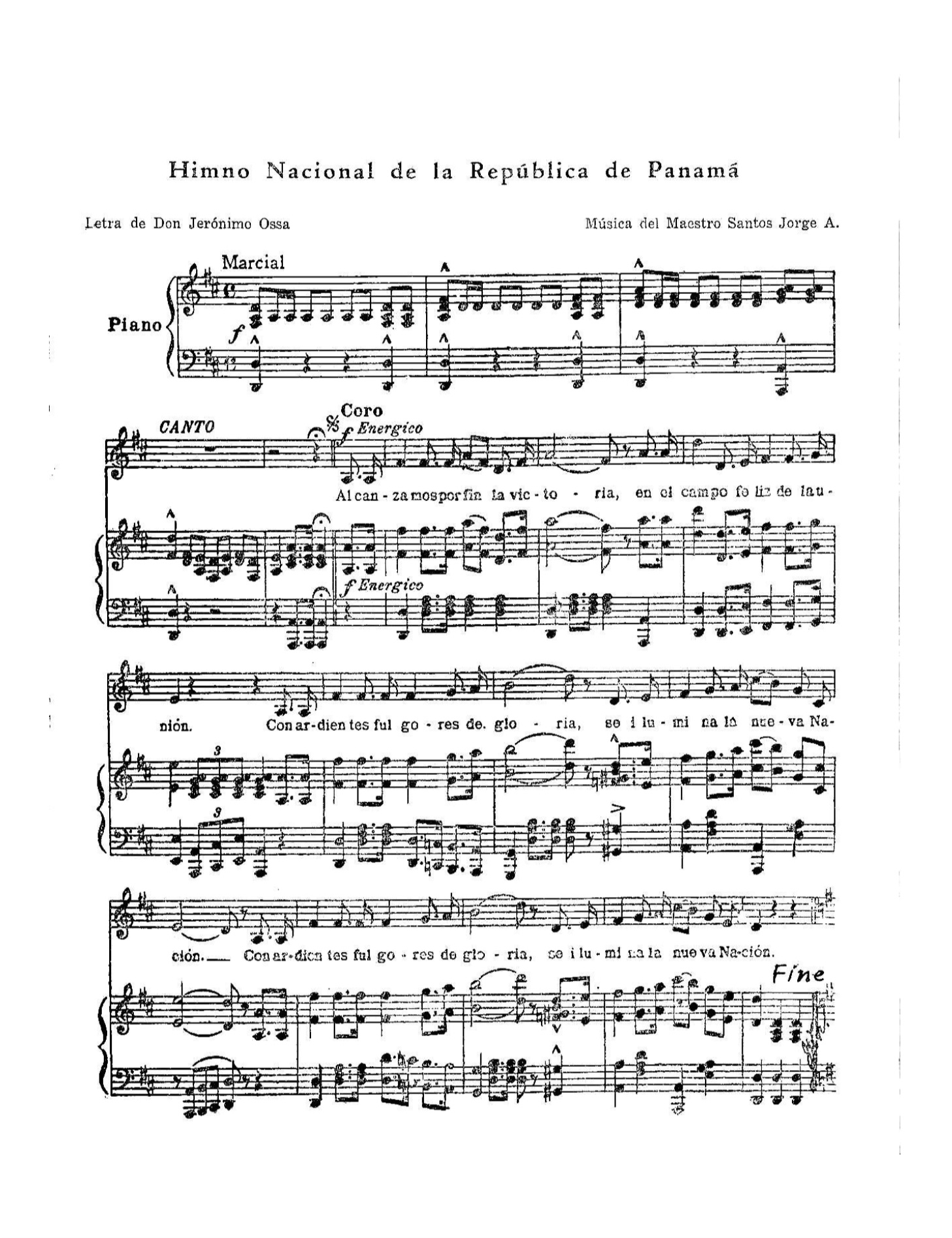

지협의 노래(스페인어: Himno Istmeño 힘노 이스트메뇨[*])는 파나마의 국가이다. 1903년 헤로니모 델라 오사가 작사를 산토스 호르헤가 작곡을 하여 제작되었으며, 1906년 국가로 제정되었다.

## 스페인어가사
후렴
Alcanzamos por fin la victoria
en el campo feliz de la unión;
con ardientes fulgores de gloria
se ilumina la nueva nación.
1절(후렴없이 2절로 넘어간다)
Es preciso cubrir con un velo
del pasado el calvario y la cruz;
y que adorne el azul de tu cielo
de concordia la espléndida luz.
2절
El progreso acaricia tus lares
al compás de sublime canción;
ves rugir a tus pies ambos mares
que dan rumbo a tu noble misión.
후렴
Alcanzamos por fin la victoria
en el campo feliz de la unión;
con ardientes fulgores de gloria
se ilumina la nueva nación.
3절(후렴없이 4절로 넘어간다)
En tu suelo cubierto de flores,
a los besos del tibio terral,
terminaron guerreros fragores;
solo reina el amor fraternal.
4절
Adelante la pica y la pala,
al trabajo sin mas dilación;
y seremos así prez y gala,
de este mundo feraz de Colón.
후렴
Alcanzamos por fin la victoria
en el campo feliz de la unión;
con ardientes fulgores de gloria
se ilumina la nueva nación.

## 해석
스페인어
후렴
우리는 마침내 성공에 도달했다네
노조의 즐거운 초원에서.
영광의 열렬한 불빛은
새로운 땅에 내렸으니.
1절(후렴없이 2절로)
없어서는 안 될 면사포 덮개는
예전의 칼바리와 십자가가
푸른 하늘과 함께 장식하였다네.
콩코드의 화려한 불빛으로.
2절
전진하는 길에 포옹을
숭고한 노래에 리듬을 맞춰,
너의 몸 둘 다 포효하리라.
너에게 고귀한 과제를 내렸으니.
후렴
우리는 마침내 성공에 도달했다네
노조의 즐거운 초원에서.
영광의 열렬한 불빛은
새로운 땅에 내렸으니.
3절(후렴없이 4절로)
너의 흙이 꽃을 덮었다네.
먼지로 가득찬 따뜻한 구름에 키스하려면
숨어있는 전사에게
두 쌍의 사랑을.
4절
더 이상 쉬지 않고 일하면
앞서 삽을 고를 때
우리는 일과 갈라를 같은 것이라 하네.
세상을 살다 겪은 콜럼버스의 수확물을.
후렴
우리는 마침내 성공에 도달했다네
노조의 즐거운 초원에서.
영광의 열렬한 불빛은
새로운 땅에 내렸으니.